# Вокер (фільм)
«Вокер» (англ. Walker) — американсько-мексиканський історичний, гібридний вестерн 1987 року, знятий режисером Алексом Коксом. Фільм заснований на історії життя Вільяма Вокера, американського флібустьєра, який вторгся і став президентом Нікарагуа. Фільм навмисно сповнений постмодерністськими анахронізмами, такими як: гелікоптери, запальнички Zippo, автомати, дієтична кола, журнали та автомобілі. Це було знято в Нікарагуа під час війни контрас (1979—1990).   
Фільм був випущений компанією Universal Pictures 4 грудня 1987 року. Незважаючи на складні умови зйомок, він зазнав касового провалу, зібравши в прокаті лише 300 тисяч доларів при бюджеті в 6 мільйонів доларів.

## Сюжет
Події фільму починаються у 1854 році в штаті Каліфорнія під час засідання суду США Південного округу Каліфорнії у справі Вільяма Вокера — флібустьєра та авантюриста, обвинуваченого у порушенні закону про нейтралітет 1794 року. Проте ідеї Вокера щодо створення сировинного придатку на базі Центральної Америки знайшли підтримку серед широкого кола присяжних з півдня та заходу США, що сприяло його виправданню. І хоча палка промова Вокера була просочена імперіалістичними наративами про важливість колонізації Центральної та Південної Америки, сам флібустьєр планував розпочати мирне життя разом зі своєю майбутньою нареченою Елен Мартін. Проте її швидка смерть від холери та приваблива пропозиція Корнелія Вандербільта змусили Вокера допомогти компанії Вандербільта принести до Нікарагуа "демократію" та "стабільність". Будучи явним прихильником доктрини «Явного призначення», Вокер та 60 найманців відправилися до Нікарагуа.
Незважаючи на величезні втрати від партизанських атак, тропічні хвороби та дезертирства, загін Вокера зміг нанести поразку легітимістам під містом Рівас та захопити їхню столицю — Гранаду. Після захоплення столиці Вокер дозволив президенту залишитися на своєму посту, тоді як дружина президента, Донья Ірена, намагалася спокусити Вокера. Коли флібустьєр розпізнав спроби президента згуртувати центральноамериканські країни проти спільного ворога в обличчі США, він наказав його прилюдно стратити та шляхом безальтернативних виборів призначив себе наступним президентом Нікарагуа. З часом його рішення ставали все більш маніакальними та маревними: наприклад, він заборонив своєму фінансовому спонсору Вандербільту використовувати торгові шляхи, що проходять через Нікарагуа.
Спостерігаючи, як розум його брата і як терпіння Вандербільта втрачається, Норвел Вокер намагається організувати заколот, який одразу провалюється через радикальне рішення Вільяма — вбити свого брата. Відразу після цього Вільям усвідомлює всю плачевність свого становища, тому в надії на підтримку з боку південних штатів він легітимізує рабство. Цей крок не викликає навіть маленької уваги до самопроголошеного президента Нікарагуа.
День за днем ситуація погіршується: з півдня та півночі наступає коаліція Сальвадору, Гватемали та Коста-Рики, а державна казна спорожніла. Відчайдушна спроба Доньї Ірени напоумити Вокера провалилася. А коли війська коаліції вже впритул підійшли до підступів Гранади, розлючений Вокер наказав повністю спалити місто та виголосив палку промову, у якій заявив, що "це Американська доля бути тут.
У фіналі фільму у центр міста прилітає американський гвинтокрил з сучасно оснащеними бійцями армії США. Офіцер гвинтокрилу оголошує, що Державний департамент США наказав йому повернути всіх громадян США на їхню Батьківщину. Коли настав час Вокера встановити свою національність, він сказав: "Я Вільям Вокер — президент Республіки Нікарагуа", на що командир гвинтокрила вибачається та полишає Вокера напризволяще серед палаючої Гранади. Пізніше його ловлять солдати коаліції та розстрілюють на пляжі.
Під час титрів на екрані демонструються вирізки з інтерв'ю президента Рональда Рейгана, який обговорює присутність американських військ у Нікарагуа та жінку, що відмиває жертв угруповань контрас.

## В ролях
- Ед Гарріс — Вільям Вокер
- Річард Масур — Ефраїм Джордж Сквієр
- Рене Обержонуа — Чарльз Фредерік Хеннінгсен
- Кейт Шарабайка — Тімоті Крокер
- Сай Річардсон — капітан Горнсбі
- Ксандер Берклі — Байрон Коул
- Джон Діл — Стеббінс
- Пітер Бойл — Корнелій Вандербільт
- Альфонсо Арау — Гастон де Рауссет-Бульбон
- Педро Армендаріс молодший — Муньос
- Герріт Грем — Норвел Вокер
- Вільям О'Лірі — Джеймс Вокер
- Бланка Герра — Донья Ірена
- Мігель Сандовал — Паркер Френч
- Рік Баркер — Брекенрідж
- Карл Браун — Бруно фон Нацмер
- Кеті Берк — Енні Мей
- Річард Едсон — Терлі
- Беннет Гіллорі — Ахілл Кьюен
- Девід Хейман — отець Россітер
- Дік Руд — Вашберн
- Зандер Шлосс — Г'юї
- Мілтон Зелцер — суддя
- Едвард Тюдор-Поул — Даблдей
- Норберт Вайссер — Пранге
- Біфф Єгер — Макс / Карпетбагер
- Дель Замора — Падре Вігіл
- Річард Зобель — Лемюель
- Джо Страммер — Фосет
- Фокс Гарріс — окружний прокурор

## Історія створення
Алекс Кокс вперше відвідав Нікарагуа в 1984 році під час національної виборчої кампанії, переможцем якої став Даніель Ортега, щоб перевірити, чи умови все так погано, як повідомляли американські ЗМІ. На диво для себе, Кокс зрозумів, що все не так, як повідомлялось. Повернутися режисера вмовили двоє поранених бійців сандиністської армії. Пізніше він дізнався про історичного Вокера зі статті в Mother Jones, і вирішив вивести його історію на екран. Професор історії Каліфорнійського університету позичив Коксу бібліотечну картку, щоб він міг більше досліджувати життєпис Вокера. «Чим більше я читав про нього, тим більш дивакуватим це здавалося», — згадує Кокс. Він найняв Руді Вурлітцера щоб той написав сценарій, тому що, за словами Кокса: «Він розуміє американських чоловіків і їх божевільний імпульс, який спонукає деяких американців бути великими людьми». Кокс не був зацікавлений у створенні того, що він назвав довгою, шанобливою історичною драмою, яку б показали на Masterpiece Theatre, тому що Вокер «веде катастрофічну пригоду. Він досить поганий хлопець. Я не думаю, що можна написати історію в такому звичному, історичному, шанобливому стилі».
З шестимільйонним бюджетом, більша частина фільму була знята в Гранаді, Нікарагуа. Щоб увійти в образ Вокера, Ед Гарріс очолив 10-мильний (16,1 кілометра) марш з усім акторським складом через сільську місцевість Нікарагуа. Актору сподобалась ідея зіграти когось, «хто має непохитні моральні переконання, але з часом перетворюється на таку злу людину в ім’я поширення демократії». Його також привернув прихований підтекст сценарію. Пізніше він стверджував, що виступає проти Контрас і проти інтервенції США в Нікарагуа, і вважав створення цього фільму способом можливого зупинення кровопролиття. 
Кокс об'єднався з сандиністським урядом та Римо-католицькою церквою задля надання фільму «сили миру та примирення». Уряд Гватемали, мабуть, бажаючи догодити Америці, затримав Кокса на кордоні з Нікарагуа на тиждень разом із усім його акторським складом і знімальною групою, таким чином виснаживши бюджет фільму. Проте Кокс, продюсер Едвард Р. Прессман і виконавець головної ролі Ед Гарріс пожертвували свою заробітну плату щоби дозволити фільму вийти в світ. Після того, як у The New York Times опублікувало новину про те, що Кокс знімався у Нікарагуа, Universal Pictures почала погрожувати Коксу скасуванням застави та зменшенням підтримки проекту. Ці затримки призвели до зменшення часу на перезйомку. В одній сцені, де мали бути присутні обидва брати Вокера, на знімальному майданчику з’явився лише один. В інший день Ед Гарріс виголосив промову про те, що Америка «повернеться» і ніколи «не залишить Нікарагуа в спокої». Ця сцена була знята «про всяк випадок» і зрештою з’явилася у фіналі фільму. 
Постраждала від санкцій та війни економіка Гранади отримала значну допомогу завдяки зйомкам фільму: було найнято 300 місцевих теслярів для створення декорацій, 6000 людей було залучено як статистів та армійських охоронців, а також був орендований радянський транспортний вертоліт Мі-17 для фінальної сцени фільму. Опори лінії електропередач на міській площі були знесені, залишивши будинки без світла. Іноді цілі вулиці залишалися без телефонного зв'язку, тому що виробництво потребувало своїх телефонних ліній, а уряд не міг дозволити собі встановити нові. Центральна площа була покрита кількома дюймами землі, щоб відтворити умови 1850-х років. Також Кокс дозволив віце-президенту Нікарагуа Серхіо Рамірес і міністру культури Ернесто Карденал відредагувати сценарій, оскільки обоє були поетами та прозаїками. Обидва разом із міністром освіти, міністром внутрішніх справ країни та генерали час від часу відвідували знімальний майданчик. Двоє людей випадково загинули в результаті транспортної аварії. Кінокомпанія оплатила похорони одній сім'ї та виплатила компенсацію. Також умови зйомки фільму були ускладненими через багаття, які розводили місцеві жителі. 
Навіть після закінчення зйомок Кокс залишився в Гранаді щоб змонтувати фільм. Він сказав: «Я думаю, ми маємо не виглядати як багаті грінго, що приїхали сюди, прожили вісім тижнів, а потім назавжди зникнули». 

## Історична достовірність
Як зазначив Роджер Еберт у своїй рецензії для Chicago Sun-Times,що : «... анахронізми, запрошені зірки, герої-донкіхоти та абсолютно безглузді сценарії» були характерною рисою фільмів, знятих Коксом. Для порівняння Нікарагуа 1850-х і 1980-х років Кокс додав цілий ряд анахронізмів. Наприклад, показано, що герої читають Newsweek і Time, а в кабінеті Вандербільта видно монітор комп’ютера. З часом анахронізми стають все частішим, і стає очевидним, що Кокс навмисно використовував сучасні пристрої, щоб підкреслити схожість тогочасних подій з епохою Вокера.
Драматичний переказ Вокерового державного перевороту знищує історичну точність.Також немає жодних доказів того, що Вокер зустрічався з Вандербільтом або отримував його підтримку, як припускає фільм. Того часу коли у реальності Вокера підтримували конкуренти Вандербільта — Чарльз Морган і Корнеліус Гаррісон, які були власниками Nicaragua Transit Company у той час. Також Джеймс Б'юкенен був помилково вказаний як президент Сполучених Штатів після суду над Вокером, хоча в реальності цю роль відігравав Франклін Пірс. Наречена Вокера, Еллен Мартін, у реальності померла у 1850 році, але у фільмі вона присутня на суді над ним у 1854 році.
Незначні недостовірності також включають у себе масове використання болтових гвинтівок та зброї часів Першої світової війни та Громадянської війни в США.

## Саундтрек
Раніше Джо Страммер вже наймався Коксом композитором для свого фільму «Сід і Ненсі» та «Прямо в пекло». Проте Страммер все ще дуже хотів написати цілий альбом для якогось фільму, і створюваний "Вокер" надав йому таку можливість. Після виконання незначної ролі у фільмі він повернувся до свого готелю і разом із гітаристом Зандером Шлоссом почав записувати уривки музики на касету з чотирма доріжками, використовуючи акустичну гітару та маленький пластиковий синтезатор. Вони черпали натхнення з місцевої музики: реггі, каліпсо та бразильської музики, що часто грала в місцевих барах.

## Сприйняття
Вокер отримав змішані відгуки. Ріта Кемплі написала, що «це огидно, як заплутано, так і абсурдно» у своїй рецензії для The Washington Post. Рецензент Washington Post Дессон Хоу критикував «непослідоване злиття мультфільму та документальної драми...». У своїй рецензії для Newsweek Девід Ансен писав, що «фільм не має форми, а його персонажі — болванчики, гумор — низькосортний, а епічні сцени є третьосортною копією Сема Пекінпи». Джин Сіскел оцінив фільм у нуль зірок і назвав його «безперечно одним із найгірших фільмів року, який став ще більш гіршим, оскільки його режисером був видатний Алекс Кокс». Співведучий Джина Сіскела Роджер Еберт також дав фільму нуль зірок, і взагалі кожен тогочасний критик поставив йому великий палець вниз. 
Проте Джей Скотт написав позитивний відгук на фільм у The Globe and Mail, стверджуючи, що «Кокс зображує обмеженість в створені історичної драми з історії Вокера з умисним ігноруванням її умовностей». Вінсент Кенбі також високо оцінив фільм Кокса в The New York Times, написавши, що «Вокер є дотепним, але не не смішним. Будучи трохи незвичайним, він смертельно серйозний... Вокер є чимось дуже рідкісним серед великої кількості американських фільмах сьогодні. В цьому і полягає його нахабність". Джонатан Розенбаум писав у The Chicago Reader, що фільм був «фільмом, що намагається зробити все і відразу, тому він є перевантаженим, але як радикальна вказівка на очевидну участь США в [Нікарагуа], він став непоганим ударом... Безперечно, є дуже багато сумлінних трактувань історії Вокера, але з огляду на те, що політичне боягузтво настільки поширене в комерційному кіновиробництві, можна лише дивуватися сміливості фільму називати речі своїми іменами та збільшення потоку гніву та гумору». Джим Хоберман оцінив фільм в The Village Voice як «надзвичайно гидку та сміливу спробу зобразити політику режиму Рейгана в Центральній Америці (також доктрину Монро). Для свого бурлескного переказу історії Вільяма Вокера, Кокс відмовився достовірно відтворити ті події та віддати йому честь». Пізніше Бен Сакс у The Chicago Reader зауважить, що репутація фільму почала поступати зростати після його виходу на екрани, і тепер він вважається «одним із ключових фільмів своєї епохи». 
З моменту виходу Вокера Алекс Кокс більше ніколи не працював на великі голлівудські студії, а його наступні фільми проходили лише в обмеженому прокаті у Сполучених Штатах. У 2008 році в інтерв’ю для інтернет-газети The AV Club Кокс сказав: «Поширення фільмів повністю контролюється студіями, і я знаходився у чорному списку ціх студій протягом останніх 20 років... Останнім фільмом, який мені запропонували зняти, був Людина, що біжить... і я подумав, що я б хотів зняти «Людину, що біжить», проте у той самий час я працював над Вокером. 
На Rotten Tomatoes Вокер зараз має рейтинг 44% із 16 оглядів. 

### Нагороди
Вокер був номінований на «Золотого ведмедя» на 38-ому Берлінському міжнародному кінофестивалі. 

## Дивіться також
- Культовий фільм
- Постмодерністське кіно
- Список фільмів за участю глухих і слабочуючих

## Використані джерела
- Вокер на сайті IMDb (англ.)
- Вокер на TCM Movie Database (англ.)
- Вокер на сайті AllMovie (англ.)
- Вокер на сайті Rotten Tomatoes (англ.)
- Сторінка Вокера на сайті Алекса Кокса
- Film Comment інтерв'ю з Джо Страммером
- Есе Senses of Cinema про Вокераr [Архівовано 2008-08-06 у Wayback Machine.]
- Walker: Apocalypse When? есе Грема Фуллера на Criterion Collection